# بانتيرا
بانتيرا هي فرقة ميتال أمريكية سابقة تأسست في 1981. تعتبر الفرقة من أنجح فرق الميتال في التاريخ حيث باعت حوالي 20 مليون نسخة وترشحوا ل4 جوائز غرامي.